# Страхов Микола Миколайович
Микола Миколайович Страхов (4 травня 1925 — 9 серпня 2007) — радянський і український правник, доктор юридичних наук (1973), професор (1975), член-кореспондент Академії правовий наук України (з 1993), професор кафедри історії держави і права Харківського юридичного інституту. Лауреат Державної премії України у області науки і техніки (2002).

## Життєпис
Микола Страхов народився 4 травня 1925 року у Харкові.
Брав участь у Великій Вітчизняній війні, був кулеметником. Під час війни отримав поранення, які призвели до втрати обох ніг.
У 1948 році почав навчання у Харківському юридичному інституті (ХЮІ), який закінчив у 1952 році. Після закінчення інституту, до 1955 рокові навчався у аспірантурі.
З 1955 року почав працювати на кафедрі історії держави і права у ХЮІ. З початку займав посаду асистента, згодом був старшим викладачем, доцентом і професором цієї кафедри. У 1975 році отримав вчене звання професора.
У 1993 році був обраний членом-кореспондентом Академії правовий наук України, а у 2000 році отримав почесне звання «Заслужений професор Національного юридичного університету імені Ярослава Мудрого».
Микола Миколайович Страхов помер 9 серпня 2007 року у Харкові.

## Наукова діяльність
Підготував 7 кандидатів і 2 докторів юридичних наук.
Опублікував понад 230 наукових праць, зокрема: «Історія держави і права рабовласницького Китаю» (1960 р.), «Держава і право Феодальної Англії» (1964 р.), «Рабовласницька і феодальна держава і право країн Азії і Африки» (1981 р., відповідальний редактор і співавтор), «Основні закономірності становлення буржуазної держави і права у провідних країнах Європи і в Північній Америці» (1991 р.), «Історія держави і права Стародавнього Світу» (1994 р.), «Актуальні проблеми всесвітньої історії» (1996 р.), підручник «Історія держави і права зарубіжних країн» (1999, 2001, 2003), «Історія держави і права України» (Академічний курс у 2-х томах, 2000 р., співавторство) та ін.

## Цитати
|                                                        | Але якщо мовити про мого улюбленого викладача, то це Микола Миколайович Страхов. Під час війни — кулеметник, втратив обидві ноги. Повернувся до Харкова, закінчив інститут, аспірантуру, вражав нас своєю пам'яттю. Бувало, підніметься на милицях на кафедру, розповідає, цитує, нікуди не зазираючи, увесь час лекції, із дзвоником перерериває її на півслові, на комі, і після перерви продовжує, з того самого слова, на якому зупинився |
| — Голова Конституційного Суду України Віктор Скоромоха | |

## Нагороди
Був нагороджений низкою нагород, звань та премій:
- орденом князя Ярослава Мудрого V ступеня (2004) — за вагомий особистий внесок у підготовку висококваліфікованих фахівців, багаторічну плідну наукову і педагогічну діяльність та з нагоди 200-річчя навчального закладу[7];

- орден «За мужність» III ступеня;
- орден Трудового Червоного Прапора;
- орден Вітчизняної війни I ступеня (6 листопада 1985);
- орден Червоної Зірки;
- орден Слави III ступеня (22 лютого 1944);
- 15 медалей;
- Заслужений працівник освіти України (1995) — з нагоди відзначення в Україні «Відкриття Року Права» і за значні особисті заслуги у зміцненні законності, вдосконалення юридичної практики та високий професіоналізм[8];
- Лауреат Державної премії України у галузі науки і техніки (16 грудня 2002) — за підручник «Історія держави і права України. Академічний курс»: У 2-х томах. — К.: Видавничий діма «Ін Юрі», 2000"[9];
- Лауреат Всеукраїнського щорічного конкурсу на краще професійне досягнення «Юрист року» (1995);
- Лауреат Союзу юристів на краще юридичне видання (2000);
- Лауреат премії Ярослава Мудрого (2003);
- інші премії.

## Зноски
1. ↑  Shli︠a︡poshnykov, Volodymir. (2001). Konstytut︠s︡ii︠e︡i︠u︡ poklykani. Kyïv: Alʹternatyvy. ISBN 966-7217-59-0. OCLC 52450466.
2. ↑  Розенфельд Ю. Н. Страхов Николай Никоалевич // Выдающиеся педагоги высшей школы г. Харькова / В. И. Астахова, Е. В. Астахова, А. А. Гайков.. — Х.: Кн. ф-ка «Глобус», 1998. — 736 с.
3. ↑  Сафронова І. П. Страхов Микола Миколайович // Юридична енциклопедія / Редкол.: Ю. С. Шемшученко (голова) та ін. — К.: «Юридична думка», 2003. — Т. 5. — С. 658. — 736 с. — ISBN 966-7492-00-1
4. ↑  Рум'янцев В. О. Страхов Микола Миколайович // Велика українська юридична енциклопедія / Редкол.: В. Д. Гончаренко (голова) та ін. — Х.: «Право», 2016. — Т. 1: Історія держави і права України. — 848 с. — ISBN 978-966-937-048-8
5. 1 2  Літопис випускників Національної юридичної академії України імені Ярослава Мудрого. Видавництво «Логос Україна». www.logos.biz.ua. Архів оригіналу за 25 листопада 2019. Процитовано 16 грудня 2019.
6. ↑  urlib. Страхов Микола Миколайович - Бібліотека НЮУ ім. Ярослава Мудрого. library.nlu.edu.ua (укр.). Процитовано 16 грудня 2019.{{cite web}}:  Обслуговування CS1: Сторінки з параметром url-status, але без параметра archive-url (посилання)
7. ↑  УКАЗ ПРЕЗИДЕНТА УКРАЇНИ №1456/2004. www.president.gov.ua. Архів оригіналу за 18 травня 2021.
8. ↑  Заслужений працівник освіти України (PDF). library.nlu.edu.ua (укр.). Наукова бібліотека Національного юридичного університету імені Ярослава Мудрого. Архів оригіналу (PDF) за 28 жовтня 2020. Процитовано 5 грудня 2019.
9. ↑  Про присудження Державних премій України                в галузі науки і техніки 2002 року. zakon.rada.gov.ua. Архів оригіналу за 10 грудня 2019.